# Tyman
Tyman plc er en britisk producent af byggematerialer, som beslag til vinduer og døre samt adgangskontrolsystemer. De har hovedkvarter i London.
Virksomheden blev etableret som en mindre ejendomsservicevirksomhed kendt som Dean & Bowes (Homes) Limited i 1993. I 1999 blev virksomheden solgt til Lupus Associates.